# E11 (Maleisië)

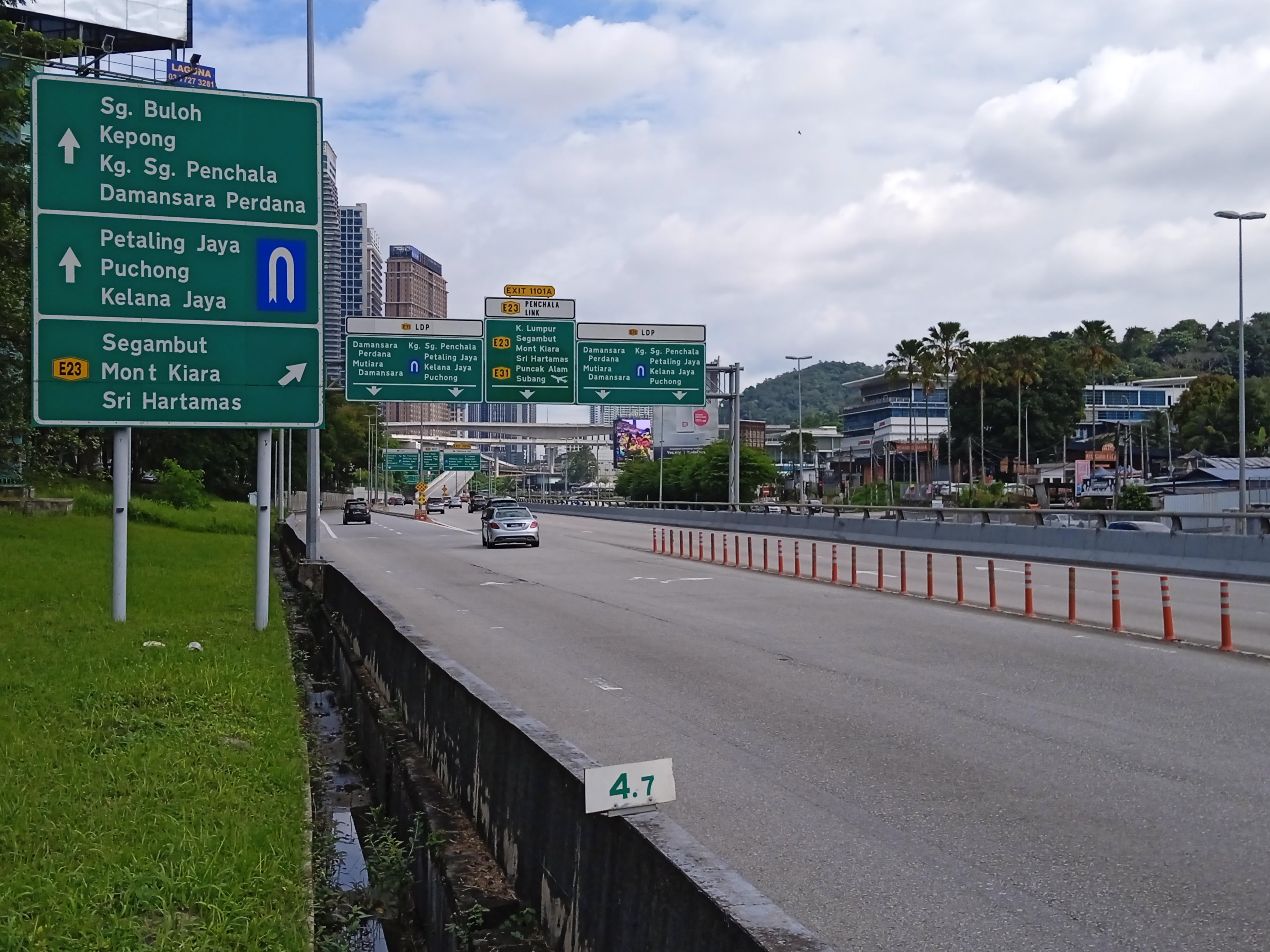
De E11

De E11 of Lebuhraya Damansara–Puchong (LDP) (Damansara–Puchong Expressway) is een autosnelweg in Maleisië. De snelweg is 40 kilometer lang en vormt een verbinding tussen Damansara en Puchong. De E11 werd geopend in 1999.
E1 ·
E2 ·
E3 ·
E4 ·
E5 ·
E6 ·
E7 ·
E8 ·
E9 ·
E10 ·
E11 ·
E12 ·
E13 ·
E14 ·
E15 ·
E16 ·
E17 ·
E18 ·
E19 ·
E20 ·
E21 ·
E22 ·
E23 ·
E24 ·
E25 ·
E26 ·
E27 ·
E28 ·
E29 ·
E30 ·
E31 ·
E32 ·
E33 ·
E35 ·
E36 ·
E37 ·
E38 ·
E39 ·